# Arsames
 Arsames  (em persa antigo: Aršâma; em persa: ارشاما, em grego clássico: Ἀρσάμης; m. depois de 520 a.C.) era avô do rei persa Dario I. O seu pai Ariarâmenes era filho de Teispes e irmão mais novo do rei Ciro I da cidade de Ansã. Seu filho Histaspes foi o pai de Dario I.

## Nome
Arsames (Ἀρσάμης, Arsámēs) ou Arsamas (Ἀρσάμας, Arsámas) são as formas gregas do persa antigo Arxama (𐎠𐎼𐏁𐎠𐎶, R̥šāmaʰ; de *(w)r̥šā, "touro", e *amah, "poder, força"). Foi registrado em acadiano como Arxã (𒅈𒃻𒄠 / 𒅈𒌑, ⁠Aršam⁠), Arxama (𒅈𒃻𒄠𒈠 / 𒅈𒃻𒄠𒈠𒀪, ⁠Aršama / Aršamaʾ) e Arxamu (𒅈𒌑𒈬, Aršamu), em elamita como Irxama (𒅕𒐼𒈠, ⁠Iršama⁠) e Irxauma (𒅕𒐼𒌝𒈠, Iršauma⁠) e em armênio como Arxã (Արշամ, Aršam).

## Biografia
Este Ciro I poderá ser identificado com o "Curas (Ciro) de Pasumas" mencionado no ano 652 a.C. por fontes assírias. Neste caso Arsames alcançou uma idade bastante avançada, já que é mencionado como estando ainda vivo numa inscrição relativa ao rei Dario I encontrada na cidade de Susã, erigida no antes do ano 520 a.C.
Na inscrição de Beistum (onde também se menciona Arsames), Dario afirma que um total de oito reis da sua família reinaram antes dele, o que não deixa de ser estranho, já que se conhecem só seis reis.
Alguns autores sugerem que Dario deve estar a contar desde o seu avô Arsames e o seu bisavô Ariarâmenes como reis.
Isto parece ser confirmado por algumas inscrições encontradas em Hamacã, em que se pode ver Arsames e Ariarâmenes utilizando o título de "Rei da Pérsia". No entanto, há historiadores que afirmam que estas inscrições são falsificações, possivelmente feitas no mundo antigo.
No caso de Arsames ter reinado na Pérsia, deve ter sido em co-regência com o seu primo Cambises I de Ansã, pai de Ciro "O Grande".
Arsames teve pelo menos três filhos, no tanto só se conhecem os nomes de dois: Histaspes, que foi pai do rei Dario I, e Farnaspes, pai da rainha Cassandana.
Assinala-se que Arsames era da zoroastrista (da qual o seu neto Dario foi um grande devoto), já que o nome do seu filho Histaspes (em persa, Vishtapa) tem o mesmo que o de um lendário rei que protegeu Zaratustra.